# Compost
El compost o la composta es un producto obtenido a partir de diferentes materiales de origen orgánico, los cuales son sometidos a un proceso biológico controlado de descomposición denominado compostaje. Posee un aspecto terroso, libre de olores y de patógenos, es empleado como sustituto parcial o total de abonos y fertilizantes orgánicos o químicos. El término deriva del latín composta el cual significa «poner junto».
El compost se usa en agricultura regenerativa, en permacultura y en técnicas de cultivo similares que defienden mantener el suelo intacto y protegido con el fin de mantener en buen estado los microorganismos y hongos del suelo. Estos ayudan de forma simbiótica a las plantas sin necesidad de aportar abonos o fertilizantes puesto que la materia orgánica aportada en el proceso de compostaje va nutriendo a los microorganismos y estos van alimentando lentamente a las plantas a lo largo de su ciclo vital.

Fue estudiado por el químico alemán Justus von Liebig.

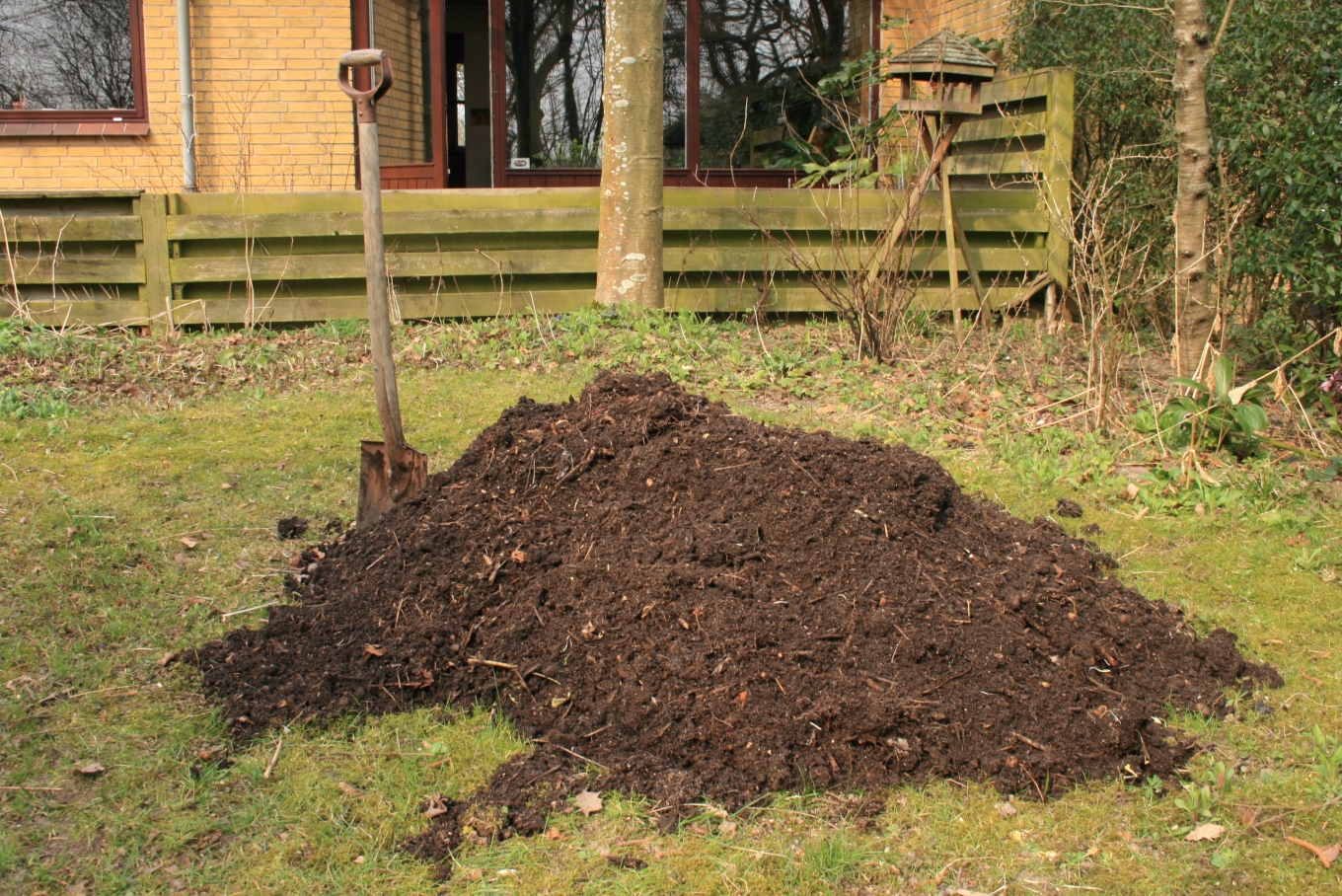
Pila de composta.

## Agentes de la descomposición
La construcción de pilas o silos para el compostaje tiene como objetivo la generación de un entorno apropiado para el ecosistema de descomposición. El entorno no solo mantiene a los agentes de la descomposición, sino también a otros que se alimentan de ellos. Los residuos de todos ellos pasan a formar parte del compost.

### Microscópicos
Los agentes más efectivos de la descomposición son las bacterias y otros microorganismos. Los microorganismos eficientes son un conjunto de bacterias (caldo microbiano) que unidas producen a temperaturas favorables un aprovechamiento de los componentes de la materia a compostar para optimizar el proceso de compostaje.
También desempeñan un importante papel los hongos, protozoos y actinobacterias (o actinomycetes, aquellas que se observan en forma de filamentos blancos en la materia en descomposición).

### Macroscópicos
A nivel macroscópico, se encuentran las lombrices de tierra, hormigas, caracoles, babosas, milpiés, cochinillas de humedad, etc., que consumen y degradan la materia orgánica.

### Basura orgánica en vertederos
En cielo abierto, resulta ser un foco de infecciones, gusanos y malos olores. Una buena política encaminada a reciclar los materiales orgánicos reduce la contaminación y fomenta la producción, reconstruyendo la estructura de la tierra y devolviendo a la naturaleza los nutrientes que la actividad del hombre ha tomado prestados previamente.

## Tipos de materiales que se pueden compostar

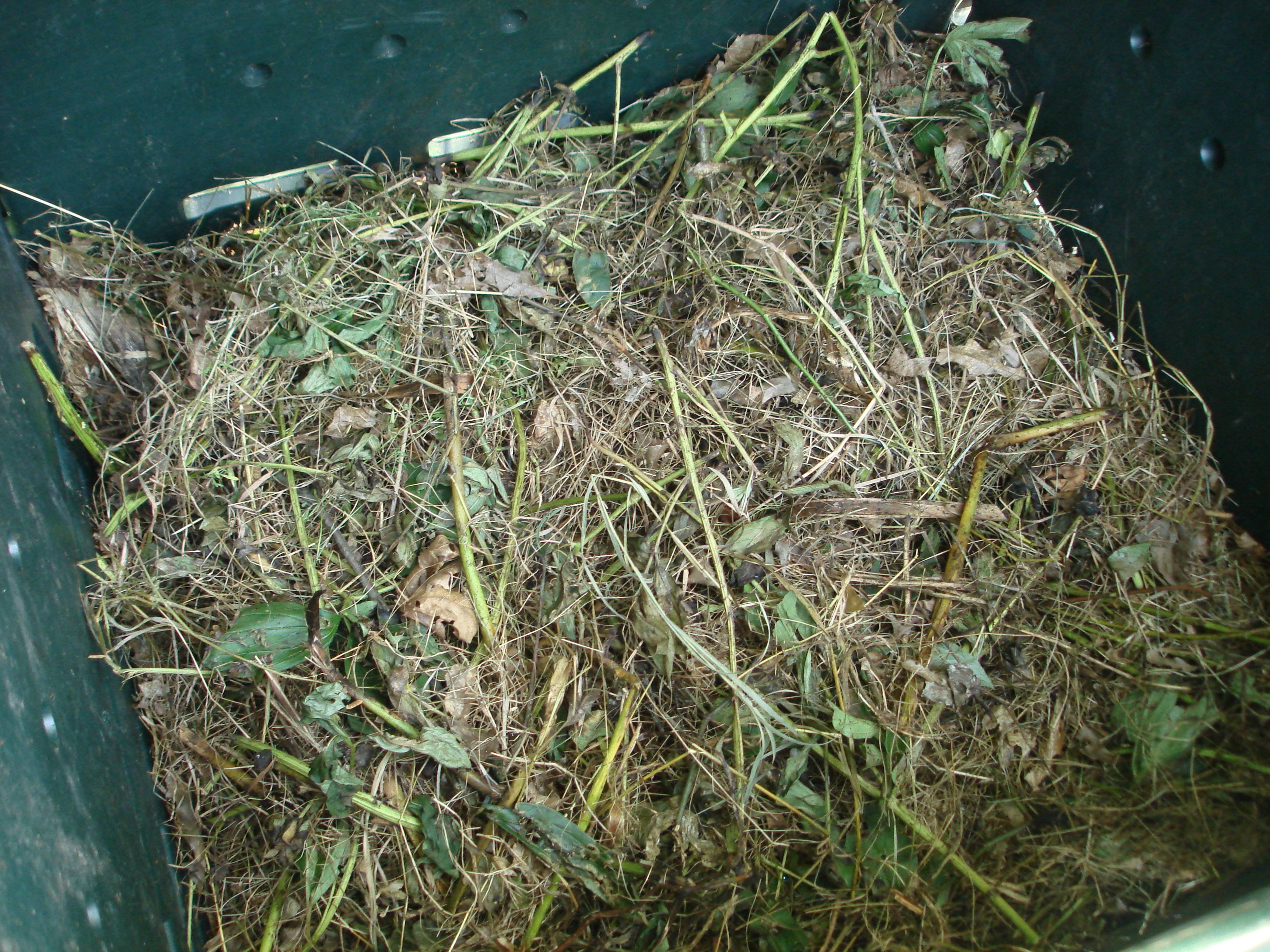
Ingredientes del compostaje

Cualquier material biodegradable podría transformarse en composta una vez transcurrido el tiempo suficiente, debido a los diferentes tiempos de descomposición de los mismos. Otros materiales deben evitarse, debido a la producción de malos olores y plagas.

### Materiales de rápida descomposición
- Hojas frescas
- Restos de corte (en seco) de césped
- Estiércol de animales de corral
- Malezas jóvenes

### Materiales de lenta descomposición
- Restos de frutas y verduras
- Paja y heno viejo
- Restos de plantas
- Estiércoles pajizos (caballos, vacas, burros)
- Flores viejas y plantas de macetas
- Desbroces de setos jóvenes
- Malezas perennes
- Lechos de conejos y otros animales herbívoros

### Materiales de muy lenta descomposición
- Desbroces de setos duros
- Ramas podadas
- Aserrín y virutas de maderas no tratadas
- Cáscaras de huevos
- Cáscaras de frutos secos
- Flores
- Huesos de frutos (durazno, aguacate, otros)

### Materiales utilizables en pocas cantidades
- Cenizas de madera
- Periódicos
- Cartones, cartones de huevos, servilletas y envases de papel
- Grasas

### Materiales que no se pueden utilizar
- Cenizas de carbón y coque
- Pañales no reutilizables
- Revistas a color
- Filtros de cigarros
- Tejidos sintéticos
- Aceite
- Restos de aspiradora/escoba
- Cualquier otro resto inorgánico (plásticos...)

## Técnicas de compostaje

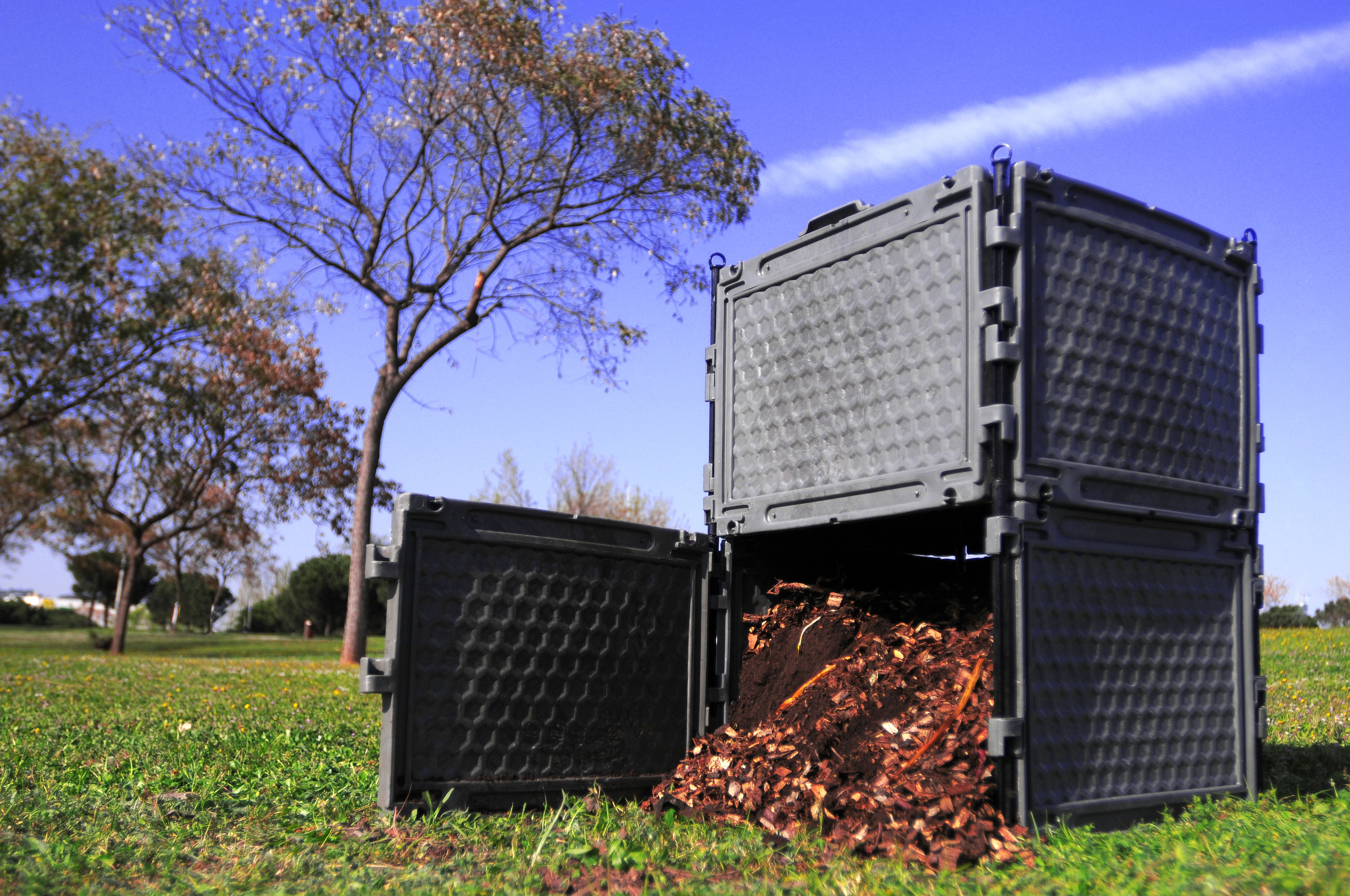
Compostadores hechos con RSU (residuos sólidos urbanos).

Existen variadas técnicas de compostaje, las que se ajustan a diferentes necesidades; la elección de una técnica u otra depende, entre otras cosas, de la cantidad y tipo de material a procesar, inversión disponible y disponibilidad de terreno, complejidad operacional y del producto final que se quiere obtener.
Los distintos sistemas están determinados por los mecanismos de aireación que se utilizan en el proceso, generalmente los podemos agrupar en: aireación pasiva, aireación forzada, y aireación por volteos del material.
- Compostaje en pilas estáticas: se forman pilas, en un bote o caja metálica grande (mínimo 1 m³, máximo 1,5 m³) con tapa, colocando una capa gruesa (de aproximadamente 6 cm) de hojarasca o aserrín y se deja sin movimiento, se vierte ahí todos los desechos orgánicos y se cubren con otra capa de hojarasca, para que se mantenga la humedad se rocía con un poco de agua que resulta indispensable y se espolvorea con cal para evitar malos olores. Termina ventilándose naturalmente por un proceso de convección térmica natural.[10] En este procedimiento no se tiene temperatura, los procesos son los naturales a temperatura ambiente.
- Compostaje en pilas estáticas aireadas: consiste en airear de manera forzada la materia que se está compostando. La pila se construye sobre una red de tuberías, donde se suministra o extrae aire frecuentemente para proporcionar un medio aeróbico.[9] Esta técnica es conocida también como técnica activa o caliente: se controla la temperatura para permitir el desarrollo de las bacterias más activas, matar la mayoría de patógenos y gérmenes, y así producir compost útil de forma rápida.
- Compostaje en pilas de volteo: este sistema de compostaje es el más utilizado, y se realiza mediante un volteo manual o mecánico. En este método se amontona el material, se mezcla y voltea periódicamente, evitando así la compactación y entregando oxígeno al sistema.[9]

La mayoría de plantas industriales y comerciales de compostaje utilizan procesos activos, porque garantizan productos de mejor calidad en un plazo menor. El mayor grado de control y, por tanto, la mayor calidad, suele conseguirse compostando en un recipiente cerrado con un control y ajuste continuo de temperatura, flujo de aire y humedad, entre otros parámetros.
El compostaje casero es más variado, fluctuando entre técnicas extremadamente pasivas hasta técnicas activas propias de una industria. Para ello se escoge un lugar al aire libre ya sea patio o jardín de preferencia lejos de la casa o la cocina, le debe dar el sol y la sombra durante el día. Cada vez que se integren nuevos desechos orgánicos a la composta o una vez a la semana se revuelve todo con una varilla, este paso es muy importante para ventilar los materiales. En tres o cuatro semanas se observará que es difícil distinguir lo que se fue depositando a excepción de los desperdicios más recientes. Se pueden utilizar productos desodorantes, aunque una pila bien mantenida raramente produce malos olores.
Después de cuatro meses se convertirá en humus (material orgánico complejo y estable) con una gran densidad y variedad de microorganismos que sintetizan enzimas, vitaminas, hormonas, etc. y que repercuten favorablemente en el equilibrio biótico del suelo.

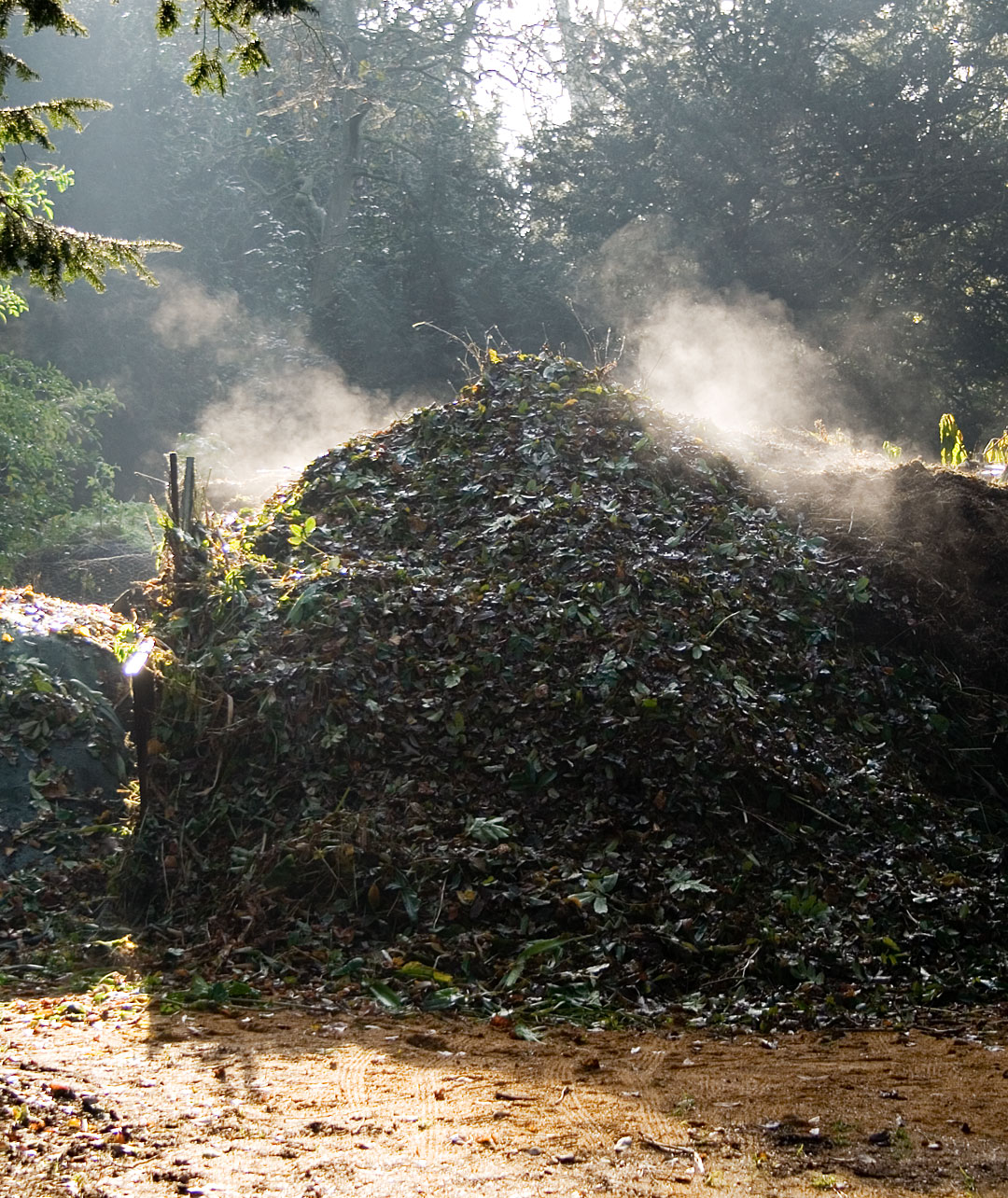
El cambio de temperatura de la noche al día produce vapor sobre un montón de composta

## Parámetros del proceso de compostaje

### Humedad
Los microorganismos necesitan agua como medio para transportar nutrientes y otros elementos, además es determinante en el intercambio gaseoso. En el proceso de compostaje es importante que la humedad alcance niveles cercanos al 40-60 %. Si el contenido en humedad es mayor, el agua ocupará todos los poros y por lo tanto el proceso se volvería anaeróbico (sin oxígeno), es decir, se produciría una putrefacción de la materia orgánica. Si la humedad es excesivamente baja se disminuye la actividad de los microorganismos y el proceso es más lento. El contenido de humedad dependerá de las materias primas empleadas.

### Temperatura
Es un parámetro útil que permite dar seguimiento al proceso de descomposición de la materia orgánica, cuando el material se está compostando pasa por un ciclo de temperaturas que es ocasionado por la actividad metabólica microbiológica. El aumento de la actividad metabólica genera calor y como consecuencia aumenta la temperatura, de manera inversa la disminución de la actividad se evidencia con el descenso de la temperatura. La existencia de estos ciclos de temperaturas divide el proceso de compostaje en cuatro etapas (léase: Etapas del proceso de compostaje): mesófila (menor de 40 °C), termófila (de 40 a 60 °C), fase de enfriamiento (menor de 40 °C) y fase de maduración (temperatura ambiente).
El manejo y control de las temperaturas permiten ejercer naturalmente un tratamiento de sanitización especialmente con respecto a microorganismos patógenos, así como también logran destruir semillas de malezas, esporas de hongos y algunas fitotoxinas que posteriormente significarían un problema al adicionar el compost sobre cultivos agrícolas. Sin embargo, dicho manejo y control debe ser adecuado, ya que de lo contrario no solo destruiría organismos patógenos, sino también flora benéfica antes de que el proceso lo haga naturalmente en el momento justo. Las lecturas periódicas mediante el uso del termómetro ayudan a determinar el momento en que la pila debe ser volteada, si esta alcanza sobre los 70 °C. O si una pila de compostaje no logra subir su temperatura por sobre los 48 °C pasados algunos días, es indicativo de que probablemente no hay suficiente nitrógeno en la pila para seguir el proceso.
La temperatura está condicionada por la humedad y la aireación, debido a la relación existente entre estos dos parámetros y la actividad metabólica de los microorganismos.

### Relación carbono/nitrógeno
En términos generales, los microorganismos absorben treinta partes de carbono por cada parte de nitrógeno. El carbono se utiliza como fuente de energía siendo 10 partes incorporadas al protoplasma celular y 20 partes eliminadas como dióxido de carbono. En forma práctica, la relación carbono/nitrógeno permite conocer la velocidad de descomposición y determinar el tiempo de compostaje, siempre y cuando las condiciones de humedad, aireación y temperatura sean las óptimas. Para obtener un compost de buena calidad es importante que exista una relación equilibrada entre ambos elementos. Teóricamente, una relación carbono/nitrógeno de 25-35 es la adecuada, pero esta variará en función de las materias primas que conforman el compost. Si la relación es mayor a 35 no existe suficiente nitrógeno para el crecimiento microbiano por lo cual disminuirá la actividad biológica y por ende se retrasará el proceso. En cambio si es menor a 30 el nitrógeno se encontrará en exceso por lo que puede perderse como amoniaco (NH3), lo que traerá como consecuencia olor desagradable.

### Acidez (pH)
Este es un parámetro importante para evaluar el ambiente microbiano y la estabilización de los residuos. El valor del pH, depende de los materiales de origen y varía en cada fase del proceso compostaje. El pH inicial esta normalmente entre 5 y 7. En los primeros días de compostaje, el pH cae a 5 o menos, debido a la presencia de ácidos orgánicos simples, y la temperatura sube debido a la producción de organismos mesófilos. Después de aproximadamente 3 días, la temperatura llega a la etapa termófila y el pH comienza a subir hasta aproximadamente 8 a 8,5 debido a la conversión del amonio en amoniaco, alcalinizando el medio durante el resto del proceso aeróbico. En la fase de maduración, el valor del pH llega a un valor de entre 7 a 8 en el compost.

### Aireación
El proceso de compostaje es un proceso aerobio, es decir, necesita la presencia de oxígeno para el desarrollo adecuado de los microorganismos, por lo tanto la aireación es un factor importante en el proceso de compostaje ya que el oxígeno es esencial para el metabolismo y la respiración de los microorganismos que participan en él. La aireación tiene un doble objetivo, primero aportar el oxígeno suficiente a los microorganismos y, segundo, permitir al máximo la evacuación de CO2 producido. Así mismo, la aireación evita que el material se compacte o se encharque. Las necesidades de oxígeno varían durante el proceso, alcanzando la mayor tasa de consumo durante la fase termofílica. La saturación de oxígeno en el medio no debe bajar del 5 %, siendo el nivel óptimo el 10 %. Un exceso de aireación provocaría el descenso de temperatura y una mayor pérdida de la humedad por evaporación, haciendo que el proceso de descomposición se detenga por falta de agua. Igualmente, una baja aireación, impide la suficiente evaporación de agua, generando exceso de humedad y un ambiente de anaerobiosis.

### Tamaño de partículas
La actividad de los microorganismos ocurre generalmente en la superficie de las partículas, por lo tanto el tamaño de éstas debe ser pequeño, a fin de aumentar la superficie y favorecer la actividad de los microorganismos y la tasa de descomposición. El tamaño ideal de partículas es de 2 a 5 cm. Además mientras menor sea el tamaño de las partículas, la pila se tiende a compactar los que trae como consecuencia una menor aireación y por ende una menor actividad microbiana, retardando el proceso. La densidad del material, y por lo tanto la aireación de la pila o la retención de humedad, están estrechamente relacionados con el tamaño de la partícula, siendo la densidad aproximadamente 150-250 kg/m³, conforme avanza el proceso de compostaje, el tamaño disminuye y por tanto, la densidad aumenta, 600-700 kg/m³.

## Experiencias de compostaje

### Otros componentes
A veces se añaden otros ingredientes con el fin de enriquecer la mezcla final, controlar las condiciones del proceso o activar los microorganismos responsables del mismo. Espolvorear cal en pequeñas cantidades puede controlar la aparición de un excesivo grado de acidez que reduzca la velocidad de fermentación. Las
algas proporcionan importantes micronutrientes. Algunas rocas pulverizadas proporcionan minerales, al contrario que la arcilla.
La fracción de estiércol puede provenir de heces humanas. No obstante, el riesgo de que no se alcancen temperaturas suficientemente altas para eliminar los patógenos hace que no suelan utilizarse en cultivos alimentarios. Tampoco se recomienda en el compostaje casero la utilización en general de heces de animales carnívoros pues contienen patógenos difícilmente eliminables. Aun así pueden ser útiles para el abonado de árboles, jardines, etc.
En clima mediterráneo la madurez del compost se obtiene tras 3 o 6 meses en primavera/verano y de 6 a 9 meses en invierno.
Domésticos: Esta categoría considera materiales residuales de la preparación de comidas (partes de frutas, verduras, y cáscara de huevo, entre otros) y desechos de origen animal (carne, piel, sangre, huesos y otros).
De jardín: Incluye los restos de cultivos de las huertas, flores muertas, tallos, pastos y hojarascas.
Subproductos agrícolas: Los más utilizados son los residuos de cosecha de prácticamente todo cultivo (por ejemplo, arroz, trigo, cebada, maíz, caña de azúcar, frijol, girasol, etc.) así como cascarillas y salvado obtenidos de la trilla o molienda.
Desechos del ganado: Los estiércoles, orina y deyecciones de todo tipo de animales, son excelentes para el compostaje ya que contienen un alto porcentaje de nutrientes. 
Forestales: Los restos de los árboles, hojas y ramas caídas son fuente importante de material para la elaboración de compostas. Estos desechos contienen grandes cantidades de celulosa y lignina que se descomponen parcialmente en la pila de compostaje y continúan mineralizándose en el suelo después de aplicados. 
Desechos urbanos y agroindustriales: Se constituyen de la fracción biodegradable de la basura, como cartón, papel, residuos finos de comida y fibras naturales y los residuos que proceden de la industrialización de productos tales como hortalizas, cacao, café, arroz, maíz, trigo, sorgo, maderas y semillas, entre otros. Debe evitarse el uso de materiales no biodegradables, como vidrios, metales, alambre, plásticos, caucho, cenizas frescas, fibras sintéticas o frutos con espinas, ya que pueden causar problemas a las personas encargadas de su manejo.

### Compostaje de café
El compostaje de café se ejecuta con la recolección de los residuos orgánicos de café, el cual tiene por objetivo servir de aporte orgánico para las plantas y áreas verdes, ya que proporciona nutrientes para generar un desarrollo sostenible.
El procedimiento para hacer compost de café es:
1. Cavar un hoyo en la tierra de 5 a 8 metros.[cita requerida]
2. Cubrir con café.
3. Cubrir con ramas y otros residuos orgánicos.
4. Esperar a que se realice la transformación con una temporalidad aproximada de 4 a 8 semanas. Ello dependerá de la profundidad del hoyo.

Una vez pasado el tiempo de transformación del café se obtiene el compost, el cual puede distribuirse en las áreas verdes.

### Compostaje con lombrices
Se puede obtener vermicompost como producto de excreción de la lombriz roja u otros miembros de la familia Lumbricidae. Estos organismos se alimentan de residuos orgánicos y los transforman en un producto rico en nutrientes y microbios del suelo utilizado para fertilizar o enriquecer la tierra como medio de cultivo. Existe una actividad llamada lumbricultura, que trata las condiciones de cría, reproducción y supervivencia de estas lombrices. Incluso existe un mercado mundial para comercializarlas.

### Avicompostaje
Es un sistema de aprovechamiento sistémico detritófago (permacultural) en el que se introducen gallinas. Se aporta de modo sucesivo y diario al compostero restos de materia orgánica de origen doméstico y residuos verdes de la huerta y jardín que sirven de alimento a las gallinas y a otra microfauna. Al cabo de unos dos meses, se completa el primer compostero con la gallinaza que aporta nitrógeno, se sella y se riega para permitir y acelerar la fase térmica. Al concluir la fase térmica se vuelve a permitir el acceso a las gallinas que aprovechan como complemento proteico la alta densidad de microfauna y lombrices, removiendo semanalmente el mismo hasta que el compost madure. Este proceso de compostaje introduce complejidad ecológica y permite aumentar el rendimiento y aprovechamiento. El compostero actúa pues como comedero (que se puede realizar con palés, conformando 1 m² de base) dejando entradas para las gallinas en dos laterales, y/o por la parte superior con escala. Generalmente, dependiendo del tipo y cantidad de residuos, es necesario complementar la alimentación de las gallinas con algo de grano-pienso y calcio (conchas) y proteínas.
En Torremocha de Jarama se inició en 2010 una experiencia de dos avicomposteros comunitarios cada uno de ellos con 13 gallinas y usado por 7 familias que aportan sus restos orgánicos, cada familia tenía un día fijo a la semana para recoger los huevos. Se obtiene de este modo unos tres metros cúbicos de compost de calidad y unos 3000 huevos al año.[cita requerida]. En 2012 se inició un proceso de mayor envergadura en el municipio de Noáin en Navarra en un parque municipal y con una implicación del ayuntamiento (parque de los sentidos) en que participan 30 familias que se reparten los días del mes para aportar los biorresiduos del contenedor marrón donde los vecinos depositan sus biorresiduos. El caso de Noáin sirvió para el diseño de un modelo prefabricado de gallinero compostero —modelo avicompo— por parte de la empresa Vermican. 
A partir del 2012 la red de municipios TERRAE impulsó el modelo en varios municipios de Toledo (Campillo de la Jara), Madrid (Redueña) y Cáceres (Carcaboso) aportando los ayuntamientos las instalaciones y/o los materiales para la autoconstrucción de las mismas.

## Etapas del proceso de compostaje
El compostaje es un proceso durante el cual la temperatura de los residuos varía dependiendo de la actividad metabólica de los microorganismos. De acuerdo con este parámetro, el proceso de compostaje se puede dividir en cuatro etapas: mesófila, termófila, enfriamiento y maduración.

### Fase I o mesófila
En esta fase tenemos un material fresco, sin humidificar y a temperatura ambiente. Los microorganismos mesófilos presentes en los materiales empiezan a desarrollarse utilizando fuentes sencillas de carbono y nitrógeno, de esta forma crecen y se multiplican descomponiendo los materiales. Esta actividad microbiana provoca el aumento de la temperatura a 40-45 °C en pocos días (entre dos y ocho). Además, la descomposición de fuentes sencillas de carbono, como azúcares, produce ácidos orgánicos y, por tanto, el pH puede bajar (hasta cerca de 4,0 o 4,5).
Si el material inicial tiene poca humedad la degradación será lenta o inapreciable. Si en cambio tiene un exceso de humedad tenderá a la putrefacción en vez de a la descomposición aeróbica que caracteriza el compostaje. Esta degradación con exceso de humedad facilita la proliferación de bacterias anaeróbicas y hongos que, además de desprender malos olores, convierten la materia orgánica en un producto no adecuado para el suelo. La relación Carbono/Nitrógeno debe ser la adecuada (entre 25/1 y 30/1) para garantizar las fuentes de energía y proteínas para los microorganismos mesófilos.

### Fase II o termófila
Esta fase también se conoce como fase de higienización, el material alcanza temperaturas mayores que los 45 °C, los microorganismos mesófilos son reemplazados por aquellos que crecen a mayores temperaturas (entre 45 °C y 70 °C), en su mayoría bacterias (bacterias termófilas), que actúan facilitando la degradación de fuentes más complejas de carbono, como la celulosa y la lignina.
En un comienzo bacterias y hongos termófilos empiezan a degradar la celulosa y parcialmente la lignina, con lo cual la temperatura aumenta, además, actúan transformando el nitrógeno en amoníaco por lo que el pH del medio sube. A partir de los 60 °C, los hongos termófilos cesan su actividad y aparecen las bacterias que producen esporas y actinobacterias, que son las encargadas de descomponer las ceras, hemicelulosas y otros compuestos de carbono complejos. Durante varios días (o algunos meses, según material de partida, condiciones climáticas y otros factores) se mantiene la temperatura alta y disminuye la actividad biológica, se produce la pasteurización del medio, permitiendo la destrucción de bacterias y contaminantes de origen fecal como Escherichia coli y Salmonella spp. Igualmente, esta fase es importante pues las temperaturas por encima de los 55 °C eliminan los quistes y huevos de helminto, esporas de hongos fitopatógenos y semillas de malezas que pueden encontrarse en el material de partida, dando lugar a un producto higienizado. En esta etapa se deben realizar frecuentes volteos con el objeto de aportar oxígeno, el que es rápidamente consumido por los microorganismos.

### Fase III o enfriamiento
Cuando prácticamente las fuentes de carbono y, en especial de nitrógeno han sido agotadas en el material orgánico, la temperatura desciende nuevamente hasta los 40-45 °C, ya que el calor que se genera en el interior de la pila es menor que el que se pierde. Como consecuencia de este descenso de temperatura, bacterias y hongos (algunos visibles a simple vista) mesófilos reinvaden el compost, reinician su actividad y degradan la celulosa y la lignina restantes descendiendo levemente el pH. Esta fase se reconocerá cuando después de voltear la pila no exista un aumento de temperatura posterior.

### Fase IV o maduración
Es un período que demora meses a temperatura ambiente, durante los cuales se producen reacciones secundarias de condensación y polimerización de compuestos carbonados para la formación de ácidos húmicos y fúlvicos en el ambiente.